# رنه توما (تیرانداز)
رنه توما (فرانسوی: René Thomas‎؛ زادهٔ ۲۰ اوت ۱۸۶۵ - درگذشت نامشخص) تیرانداز اهل فرانسه بود.